# Adenosciadium
Adenosciadium je monotipski biljni rod iz porodice štitarki. Jedina je vrsta omanski endem A. arabicum.